# Bruce Hardy
Bruce Hardy (* 4. Mai 1962 in Comox, British Columbia) ist ein ehemaliger deutsch-kanadischer Eishockeyspieler, der in der Bundesliga für den ECD Iserlohn, die Düsseldorfer EG und den Schwenninger ERC sowie in der DEL für die Preussen Devils, den EC Hannover und die Adler Mannheim spielte.

## Spielerkarriere
Der 1,99 m große, in Kanada geborene Stürmer begann seine Karriere beim EHC Essen, für den er bis 1984 in der 2. Bundesliga spielte. Nach einem kurzen Engagement in Nordamerika bei den St. Catharines Saints aus der American Hockey League wechselte er schließlich zum ECD Iserlohn in die Bundesliga.
Für die Sauerländer stand der Linksschütze drei Jahre lang auf dem Eis. Nach der Insolvenz des ECD unterschrieb er während der Saison 1987/88 einen Vertrag beim Ligakonkurrenten Düsseldorfer EG. Weitere Bundesligastationen bis zur Gründung der DEL 1994 waren der Schwenninger ERC, wo er mit Grant Martin und Wally Schreiber die torgefährlichste Reihe bildete, und der BSC Preussen. In der folgenden Saison spielte Hardy für den EC Hannover und die Adler Mannheim.
1996 wechselte der Angreifer in die zweitklassige 1. Liga zum EHC Trier, seine Profikarriere beendete Bruce Hardy dann zwei Jahre später beim ebenfalls zweitklassigen REV Bremerhaven.

## Trainerkarriere
Anfang 2008 war er kurzzeitig Co-Trainer beim Eishockeyzweitligisten Schwenninger Wild Wings, an der Seite seines Schwagers Greg Pruden.

## Karrierestatistik
(Legende zur Spielerstatistik: Sp oder GP = absolvierte Spiele; T oder G = erzielte Tore; V oder A = erzielte Assists; Pkt oder Pts = erzielte Scorerpunkte; SM oder PIM = erhaltene Strafminuten; +/− = Plus/Minus-Bilanz; PP = erzielte Überzahltore; SH = erzielte Unterzahltore; GW = erzielte Siegtore; 1 Play-downs/Relegation; Kursiv: Statistik nicht vollständig); 2 inklusive der Nachfolgeligen (1. Liga, Bundesliga 1998/99); 3ohne Saison 1998/99